# Сан-Мігель (затока)
Сан-Мігель (ісп. Golfo de San Miguel) — затока біля тихоокеанського узбережжя провінції Дар'єн, району східної Панами.
Південним кордоном затоки є мис Гарачине (також відомий як мис Гарачина), північний кордон затоки — мис Сан-Лоренцо (також відомий як Кейп-Гардо).
У затоку впадає річка Туїра.